# Martinik
Le martinik est une race ovine élevée, comme son nom l'indique, en Martinique, dans les Caraïbes. Elle provient de moutons importés d'Afrique-Occidentale française vers la Martinique, mais n'a été reconnue en tant que race qu'en 1992. 
Les qualités d'élevage de cette race sont sa bonne acceptation de conditions d´alimentation difficiles, ses facilités de mise bas, son aptitude au désaisonnement et sa résistance au parasitisme interne.
En 2005, ses effectifs étaient estimés à 28 000 têtes, dont 16 000 reproductrices.

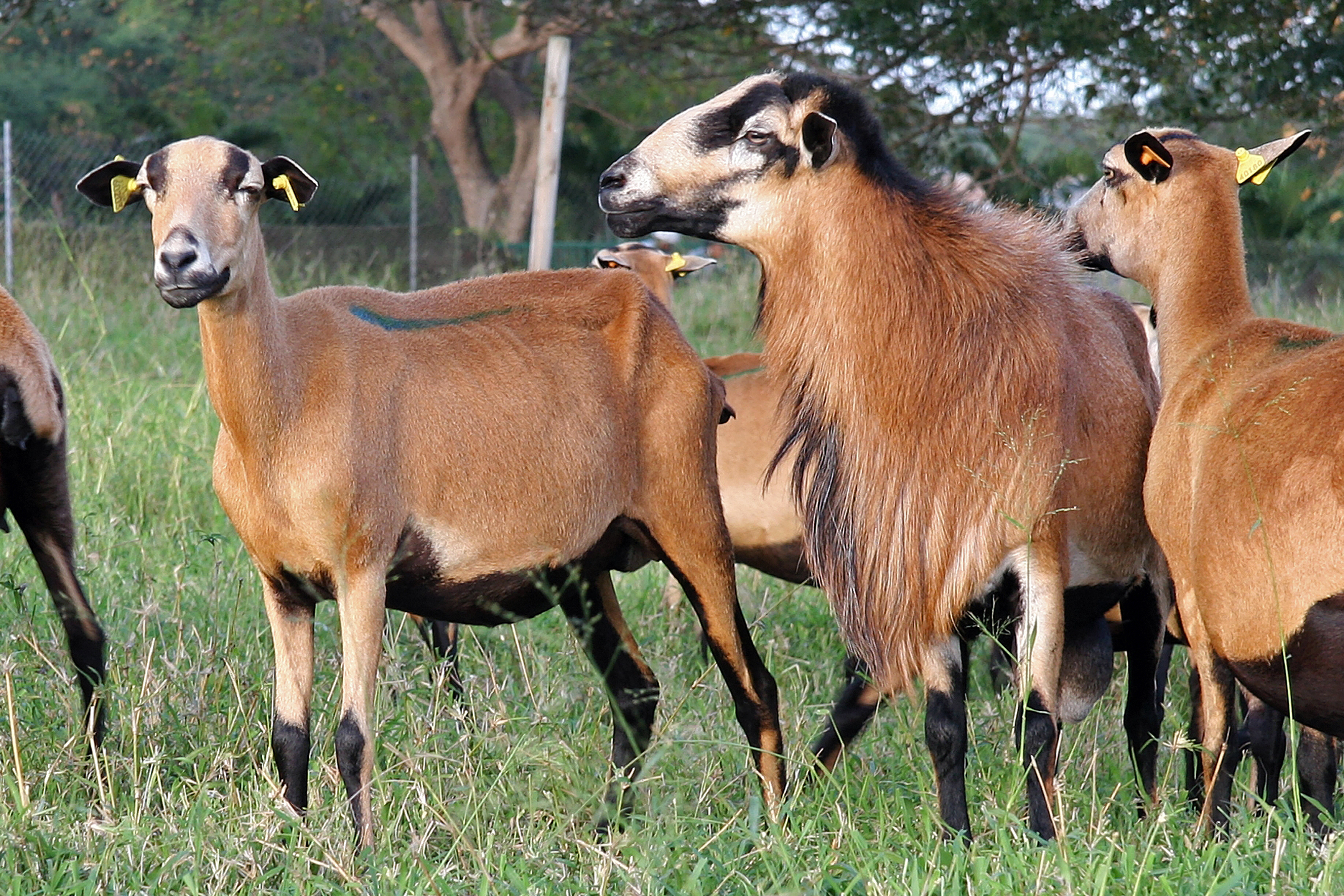
Troupe d'ovins Martinik de la station INRA des Antilles.